# Ållertjärnen
Ållertjärnen är en sjö i Östersunds kommun i Jämtland och ingår i Ljungans huvudavrinningsområde. Sjön har en area på 0,0825 kvadratkilometer och ligger 381,3 meter över havet. Sjön avvattnas av vattendraget Forsaån.

## Delavrinningsområde
Ållertjärnen ingår i det delavrinningsområde (699297-144562) som SMHI kallar för Ovan 699134-144637. Medelhöjden är 397 meter över havet och ytan är 6,88 kvadratkilometer. Det finns inga avrinningsområden uppströms utan avrinningsområdet är högsta punkten. Forsaån som avvattnar avrinningsområdet har biflödesordning 3, vilket innebär att vattnet flödar genom totalt 3 vattendrag innan det når havet efter 242 kilometer. Avrinningsområdet består mestadels av skog (70 procent). Avrinningsområdet har 0,07 kvadratkilometer vattenytor vilket ger det en sjöprocent på 1 procent.